# 機動戦士ガンダム MSジェネレーション
『機動戦士ガンダム MSジェネレーション』（きどうせんしガンダム えむえすジェネレーション、Mobile Suit Gundam MS GENERATION）は、中原れいによるアニメ『ガンダムシリーズ』の漫画作品。

## 概要
1989年から1990年にかけてバンダイの月刊誌「MJ（模型情報）」に連載された。単行本はバンダイから1993年4月1日に全2巻（絶版）、メディアワークスのDENGEKI COMICSから1998年5月15日に全1巻で発行された。バンダイ版には中原のSDガンダム作品が併録されている。
作品はオムニバス構成となっており、従軍カメラマン、トーマス・P・イムス視点の戦場を描いたエピソードと、地球連邦空軍主導によって開発されていた新型ガンダムGT-FOURに関するストーリーが主となっている。

## 登場人物

### 地球連邦軍
ジェームス・A・アーノルド中尉
連邦空軍のエース。通称ジム。GT-FOURのプロジェクトに参加してから数奇な運命を辿ることになる。パイロットとしては優秀だが、お調子者で軽薄である上に短慮で無茶をするために失敗も多い。
チャールズ・S・サインツ中尉
空軍のエース。通称チャーリー。ジムとは戦術戦闘訓練航空団（TFTW）からの同期。ジムやスティーブとは対照的に常識的な苦労人で、ジムの不用意な行いに巻き込まれたりスティーブにプライベートをばらされるなど、散々な目にあう。自身に厄介なことが起こった際に父親の頭髪が禿げることを心配する。
スティーブ
チャーリーの幼馴染。腕はいいが短慮で乱暴であるために営倉行きになる問題人物で、ジムをして「自分以上」。そのためにかつて伍長だったのが降格処分を受けており、ミサキに招聘された時も営倉にいた。
アリーナ・ホワイト・ミサキ少尉
GT-FOURのプロジェクトに参加している女性士官。優秀なパイロットでGT-FOUR2番機に搭乗する。
バンネンバー・ハヤミ
GT-FOUR開発プロジェクトを主導する科学者。イギリスマーナム空軍基地にジムらを招集し、より実戦に近いデータ収集を行った。基本的に常識的な人物だが容姿はマッドサイエンティストっぽいところがあり、スティーブに危なさそうと危惧されていた。

### ジオン公国軍
エグリー大佐
ジオン軍のエース。ザクスピードのテストパイロットで、少なくともMS4機・車両5台の撃墜スコアをあげている。機体の最終テストとしてガンダムとの対戦を希望しGT-FOURを襲撃。終始GT-FOURを圧倒したが、ミサキの乗るコア・ファイターに隙を突かれ撃墜された。
モーリス・R・ラシュナル少尉
かつて山岳界の天才クライマーと呼ばれていた。半強制的に宇宙移民とされる前にK2登山を友人マロリーと敢行して失敗した過去がある。その後、ジオン軍人としてK2に降下した時、乗機のザクと共に脱走してまでK2登山を敢行するが…。
クーパー中尉
突撃機動軍第12部隊所属の青年士官。非常に血気盛んで、諫めたウォーレンを殴り飛ばした。ウォーレン、トワイニングと共にブラウ・ブロに搭乗して戦うが、敗退。トワイニング共々命を助けられる。
トワイニング少尉
突撃機動軍第12部隊所属の青年士官。クーパーよりは落ち着いている。ウォーレン、クーパーと共にブラウ・ブロに搭乗して連邦軍を苦しめるも、結局は敗北。クーパー共々ウォーレンによって命を助けられる。
ウォーレン
初老の技術士官。クーパー、トワイニングと共にブラウ・ブロで出撃、連邦軍を苦しめるものの敗北。自身の命と引き換えに若い二人を逃した。一年戦争で先立たれた息子がおり、クーパーに息子の面影を見ていた。

### その他
トーマス・P・イムス
サイド6の新聞社のカメラマンだったが、ジオニック社にてMS（旧ザク）を発見してからジオンに追われる身となり、そのまま連邦軍従軍カメラマンとなる。民間人ながらも軍人なみに果敢で勇気ある青年だが、コロニー育ちだけあってバッタに怯えていた。

## 登場兵器

### 地球連邦軍の兵器
以下の兵器はリンク先を参照。
- RGM-79 ジム
- RX-77-2 ガンキャノン
- 61式戦車
- ミデア

#### ガンダムGT-FOUR
ガンダムに航空機への可変機構をもたせるべく開発された機体で、機体名の「FOUR」とは「Flight & Operaitions Unification Reacters」の略である。メカニックデザインは藤田一巳。
一年戦争末期に陸軍・空軍・海軍・宇宙軍らの共同による次世代MS開発計画「G-4計画」のうち、空軍によって開発された機体。RX-78-3（G-3ガンダム）を母体に、コア・ブースターの技術を融合させる事で大気圏内での長距離飛行を可能とする連邦軍初の可変MSとして設計された。
機体自体は以下の3段階の変形を可能としている。
Bモード
「ブースターモード」の略で、航空機形態となっており、主に移動に用いられる。ただし、この形態は機体に対して翼の面積が浮力を得るには小さすぎ、その飛行は大出力のスラスターによる推進となっているため、運動性能はあまり高くない。
Fモード
「フライヤーモード」の略で、MSに変形した状態でブースターノズルを水平に展開することにより、MS並の機動性と航空機並の行動拡大を目的とした形態。だが、ミノフスキー・クラフトはまだMSに装備できるほど小型化されていなかったために装備されず、ブースターによる推進力で飛行する。そのため、飛行時の運動性能は劣悪で、戦闘の際には自由落下とほとんど変わらないと言われている。
Gモード
「モビルスーツモード」を意味するが、G-4計画の一端として製造された経緯からMモードではなく、「ガンダム」のGから名付けられた「Gモード」と呼称されている。後のグリプス戦役時に開発された可変MSのようなフレーム素体はまだ開発されていないため、関節が脆弱などの欠点がある。
上記のような問題の他、地球連邦軍内における派閥争いで宇宙軍からRX-78-3のデータを入手できなかったために基本動作のデータが低すぎるなど、様々な問題が発生している。ただし、シミュレーション上は性能に問題は無く、機体性能にパイロットがついていけなかったのが原因だと開発担当者は説明している。
なお、操縦には機体の操作と武器管制のために2名を必要とする。コア・ファイターは複座式で、FモードやGモードでは後席が頭部の有視界コックピットに移動する。
コア・ブースター形態からMSに変形する画期的な機体ではあったが、上記の問題や、試験中に発生した様々なトラブル
- Bモードで空母へ着艦しようとしたさい、甲板に飛び出した民間人を避けるために滑走路をオーバーランし、機体を海に沈没させる。
- 基地への帰還のさい、錯乱した友軍の兵士から敵機と誤認され攻撃され撃墜される。
- ジオン軍のMSザクスピードと交戦し破損する。

等があり、正式採用される前に一年戦争は終結。当時の開発スタッフはニュータイプ研究所他に移籍し、本機のコンセプトを元にアッシマーやギャプランなどの可変MAを開発したとも言われている。

### ジオン公国軍の兵器
以下の兵器はリンク先を参照。
- MS-05 ザクI
- MS-06 ザクII
- MS-07B グフ
- MS-09 ドム
- MS-14 ゲルググ
- MSM-03 ゴッグ
- MAN-03 ブラウ・ブロ
- ドップ
- マゼラアタック

#### ザクスピード
飛行形態に変形する、ザクタイプのMS。GT-FOURの出現を受けて開発されたらしい。ガンダムGT-FOURと異なり本機に関しては設定解説がなく、スペックや変形機構など一切不明となっている。